# Smithsonidrilus arcuatus
Smithsonidrilus arcuatus är en ringmaskart som beskrevs av Erséus 1997. Smithsonidrilus arcuatus ingår i släktet Smithsonidrilus och familjen glattmaskar. Inga underarter finns listade i Catalogue of Life.